# إسماعيل بن يمينة
إسماعيل بن يمينة هو لاعب كرة قدم ومدرب كرة قدم جزائري في مركز الهجوم، ولد في 2 يونيو 1983 في تلمسان في الجزائر. لعب مع اتحاد الجزائر ووداد تلمسان.